# التهاب الكبد بالمناعة الذاتية
التهاب الكبد المناعي الذاتي, أطلق عليه قديما اسم التهاب الكبد الذئبي، هو مرض مزمن يصيب الكبد نتيجة هجوم الجهاز المناعي لدى المريض
على خلايا الكبد مسببة التهاب مزمن قد يتحول إلى تليف الكبد. تتمثل اعراض هذا المرض بالتعب العام أو الم في العضلات أو أعراض التهاب الكبد الحاد، مثل: ارتفاع درجة الحرارة واليرقان والم في الجزء العلوي الأيمن من البطن. عادة لا تظهر الاعراض الاولية على المرضى وانما يكتشف المرض
صدفة من خلال تحليل وظائف الكبد.
يكون هناك ظهور شاذ لمضاضات كريات الدم البيضاء (اك ال أي 2) على خلايا الكبد إما لأسباب وراثية جينية أو بسبب عدوى كبد حادة (التهاب حاد في الكبد) مما يحفز الاستجابة المناعية الخلوية لمهاجمة خلايا الكبد مما يسبب التهاب الكبد المناعي الذاتي، هذه الاستجابة المناعية غير الطبيعية تؤدي إلى التهاب في الكبد مما يؤدي إلى أعراض مرضية ومضاعفات للمرض مثل التعب العام وتشمع الكبد. ممكن ان يصيب المرض أي شخص من أي عرق وفي أي عمر، ولكن عادة يشخص المرضى في سن يتراوح بين الاربعين والخمسين.

## التصنيف
1. SMA , ANA موجب،[5] ارتفاع معدلات الغلوبيولين المناعي ج (هو النوع الكلاسيكي، ويستجيب للكميات القليلة من الستيرويدات).
2. LKM-1 موجب (يصيب الإناث والأطفال في سن المراهقة، وقد يكون خطير)، LKM-2او LKM-3.
3. ارتفاع في الاجسام المضادة الموجبة لمضاضات الكبد (anti-SLA, anti-LP),[6] وهذا النوع يشبه الصنف الأول.
4. اما الصنف الرابع لا يتم الكشف عن الاجسام المضادة الذاتية (20%) (مصداقيتها وصحتها قابلة للنقاش/ مهم).

## العلامات والأعراض
تعد الإناث أكثر عرضة للإصابة بالمرض و يشكلون70% من الحالات، معظمهن يصبن في سن يتراوح بين 15 و 40, ولكن هذا لا ينفي احتمالية إصابة الرجال. يظهر على المرضى أعراض التهاب الكبد المزمن مثل: التعب العام والآلام وفشل وظائف الكبد، أو أعراض التهاب كبد حاد مثل: ارتفاع درجة الحرارة، اليرقان والاألم في الجزء الأيمن العلوي من البطن. وقد يصاحب المرض أمراض أخرى غير موضعية مثل: ألم المفاصل، ألم العضلات، التهاب المصليات، قلة الصفيحات.
تظهر التحاليل المخبرية للمرضى ارتفاع في أنزيمات الكبد (أي ال تي، أي اس تي) (حيث أن ارتفاع هذه الأنزيمات يمكن أن يجعل الطبيب يعتقد وجود التهاب الكبد المعتدل أو الحاد), ارتفاع طفيف بالفوسفات القلوي وناقلة الببتيد غاما غلوتاميل. بعض المرضى يعانون من فشل حاد في الكبد وبهضهم يعاني من فشل معتدل ولا تظهر عليهم العلامات وانما يظهر المرض بالفحوصات المخبرية فقط. على الرغم من ان مصطلح ذئبي الشكل أطلق في الأصل على هذا المرض، الا أن مرضى الذئبة الحمامية الشاملة ليس لديهم زيادة في احتمالية الإصابة بالتهاب الكبد المناعي الذاتي. ولكل مرض كيانه الذي يميزه عن الآخر.

## السبب
60% من المرضى يعانون من التهاب كبد مزمن مشابه لالتهاب الكبد الوبائي ولكن دون وجود فيروس التهاب الكبد الوبائي، وانما بسبب وجود اجسام مضادة ذاتية للخلايا العضلية الملساء (anti-Smooth Muscle Antibody (SMA.

## التشخيص
يعتمد التشخيص على نتائج الفحص السريري، والنتائج المخبرية، بعد استثناء العوامل الأخرى مثل (امراض سببها فيروسات أو وراثية أو ادوية أو عمليات الايض أو الركود الصفراوي).
يوجد العديد من الأجسام المضادة المرتبطة بالتهاب الكبد المناعي، أهمها: (antinuclear antibody (ANA), anti-Smooth Muscle Antibody (SMA), liver/kidney microsomal antibody (LKM-1), anti soluble liver antigen (SLA/LP) and anti-mitochondrial antibody (AMA))و يكون الغلوبيولين المناعي ج مرتفع. ولكن يبقى فحص نسج الكبد ضرورياً في أغلب الحالات.
وضع الفريق العالمي لمرض التهاب الكبد المناعي الذاتي معايير محددة لاستخدام المعلومات السريرية والمخبرية في تحديد اصابة المريض بالالتهاب المناعي الذاتي أو عدمها.
وهذه المعايير متوافرة على الإنترنت.
احيانا يتداخل تشخيص هذا المرض مع أمراض أخرى مثل: تشمع المرارة الأولي، أو التهاب الطرق الصفراوية المصلب الجزئي.

## العلاج
يعتمد العلاج على استخدام الادوية المثبطة للجهاز المناعي، مثل مشتقات الكورتون مع أو بدون الـ آزاثيوبرين، ويمكن أن يستخدم أي من الادوية المثبطة للجهاز المناعي مثل cyclosporin, tacrolimus, methotrexate. في 60-80 % من الحالات تتحسن حالة المرضى بالعلاج ولكن بعد فترة معظمهم ينتكسون مرة أخرى. وجد أن بيودسونيد له فاعلية وتأثير أقوى من بردنسون وبأعراض جانبية أقل. اما إذا لم يستجب المريض يمكن استخدام مثبطات مناعة أخرى مثل:mycophenolate, cyclosporin, tacrolimus, methotrexate. قد يتطلب العلاج زراعة كبد جديد للمريض إذا لم يستجب لأي دواء أو إذا عانى من فشل حاد في الكبد.

## التنبؤ
التهاب الكبد المناعي الذاتي ليس مرض حميد. على الرغم من استجابة المرضى للعلاج بمثبطات المناعة الا أن الدراسات الحديثة اثبتت أن متوسط اعمار مرضى التهاب الكبد المناعي الذاتي أقل من متوسط اعمار عامة الناس. إضافة لذلك فان شدة المرض والاستجابة للعلاج تختلف باختلاف العرق، فعلى سبيل المثال الامريكان السود يعانون من المرض بصورة أشد ونتائج أسوأ.

## الوبائيات
يظهر هذا المرض بمعدل 1-2 حالة في كل 100.000 شخص سنوياً، ويبلغ شيوعه ما يقارب 10-20 لكل 100.000 شخص، والمرض كغالبية أمراض المناعة الذاتية أكثر شيوعاً في الإناث (70%), فهن أكثر عرضة للإصابة بامراض المناعة الذاتية. تظهر الفحوصات المخبرية ارتفاع انزيمات الكبد وكذلك البلروبن.

## تاريخ
كان مرض التهاب الكبد المناعي الذاتي يسمى قديما بالتهاب الكبد الذئبي، وقد تم وصفه سنة 1950. سمي كذلك لأن معظم المرضى بالإضافة لالتهاب الكبد كانوا يعانون من مرض الذئبة الحمامية الشاملة. ولكن حقيقة التهاب الكبد المناعي الذاتي لا علاقة له بالئبة الحمامية ولذلك لم يعد يسمى بالتهاب الكبد الذئبي.